# ود الحليو
ود الحليو، مدينة تقع في شرق السودان، على نهر سيتيت أحد روافد نهر عطبرة، قرب الحدود السودانية الأريترية، وتمثل واحدة من محليات ولاية كسلا. 
تأسست ود الحليو، في الأصل بواسطة قبيلة الحمران، لكن ما لبثت أن اختلطت فيها الكثير من القبائل مثل الجعليين، والفلاتة والكنانة والبرنو والبرقو وقبائل من منطقة الجزيرة، والهوسا، والبني عامر، والماريا، وقبائل من إرتريا، فأصبحت مثل الفسيفساء. وقد أدى هذا المزيج إلى أن صارت ود الحليو مركزاً تجارياً في تلك المنطقة.

## القبائل في ود الحليو

### تضم ود الحليو العديد من القبائل السودان
●  الحمران
- الجعليين
- الكواهلة
- قبائل من منطقة الجزيرة
- الهوسا.
- البني عامر
- الماريا
- البرنو
- الفولاني
- البرقوا
- كنانة
- قبائل من إريتريا، وإثيوبيا

وقد ادى هذا المزيج إلى ان صارت ود الحليو مركزاً تجارياً.
تعتبر محلية ودالحليو من محليات ولاية كسلا الواعدة كونها محلية بكراً وغنيةً بمواردها الطبيعية والزراعية وثروتها الحيوانية الكبيرة.

## موقعها الاستراتيجي
تربط بين أرتريا وأثيوبيا في الشريط الحدودي وشرق القضارف ومحلية الفشقة الزراعية.
تشتهر محلية ودالحليو برقعة زراعية واسعة تميزها عن بقية محليات الولاية وهي تتمتع بأراضٍ زراعية شاسعة تبلغ (2) مليون فدان صالحة للزراعة المطرية التي تشتهر بها المنطقة وتشتهر بزراعة الذرة والسمسم والخضروات.